# Літургіка
Літургіка — назва богословської дисципліни, предметом вивчення якої є християнське церковне богослужіння, де головне місце займає літургія. Основні відділи літургіки: Гімнографія та Геортологія.
«Літургіка» є наукою про богослужіння взагалі; прикметник «літургійний» означає щось що відноситься до богослужіння взагалі, а не лише до однієї Євхаристії.
Як така, ця наука охоплює цілий ряд областей церковно-богослужбового буття та вжитку тому поділяється на кілька відділів. Взагалі ж до науки Літургіки може бути три підходи, залежно від яких вона набуває той чи інший характер. Ці підходи можна назвати:
1. історико-археологічний
2. ритуалістичний або уставний
3. богословський

Перший Історико-археологічний підхід до науки намагається висвітлити головним чином поступовий розвиток та зміну богослужбових чинів, співів, облачень, церковного начиння, тощо. Цей підхід цікавиться виникненням та розвитком тих чи інших стилів  іконописання, тощо.
Часто в богословських школах з Літургіки виділяються особливі науки- Церковна археологія та історія християнського мистецтва.
Другий підхід, ритуальний або уставний, займається переважно вивченням системи православного богослужіння в рамках нині діючого церковного уставу або Типікона і тими правилами та звичаями, якими необхідно керуватися для правильного та уставного богослужіння. Історія самого Уставу, його типи, їх виникнення та зміну в цьому випадку відступають на другий план, поступаючись місцем нині утвердженому Типікону. У семінаріях та академіях часто з Літургіки виділяють особливу науку під назвою «Церковний устав», яка і займається вивченням зазначених правил богослужіння.
Третій, богословський підхід, розглядає науку богослужіння не лише як предмет історичного чи археологічного вивчення і не лише як правила для відправлення богослужіння по духу і букві церковного Типікона, але головним чином як богословську дисципліну, як джерело богопізнання та допоміжний засіб для побудови богословської системи Православ'я.
Християни вважають що до богослужінню можна поставитися як до вираження наших релігійних переживань, нашої віри в Бога, нашої побожності. В літургіці це називають латреутичною метою, від грецького слова λατρεύειν, тобто служіння, поклоніння.
Богослужіння, крім того, може мати і сакраментальну мету, тобто слугувати прилученням до викупного подвигу Ісуса Христа і бути провідником благодаті у світ і до окремих людей.
На третьому місці, богослужіння має характер дидактичний, повчальний. Слов'янський богословський обіход що має величезне багатство співів, переплетених з читаннями зі Старого та Нового Завітів, з повчаннями зі святих отців, аскетичних збірників та житійної літератури, є джерелом богопізнання та поглиблення в істини православного богослів'я. Розкриття цього повчального боку богослужіння, що збігається з третім із зазначених підходів до Літургіки, є потужна зброя та допоміжний засіб для православного вченого і для того хто шукає богословського повчання. У цьому випадку Літургіка стоїть в найтіснішому зв'язку з патристикою.
|                | Літургіка ... стає для Християн вже не лише „обрядословієм“, як її колись називали в школах, але самостійною дисципліною літургійного богослів'я, що має повне та незаперечне право на існування поряд з іншими богословськими науками систематичними та історичними. |
| — Кіпріан Керн | |

## Вчені які вивчали літургіку
- Скабаланович Михайло Миколайович
- Успенский Моколай Дмитрович